# MTV 10 of The Best
MTV 10 of The Best è una classifica a tema di MTV Italia.
Il programma andato in onda da giugno 2006 fino al 2010, presentava i 10 migliori video scelti in base a temi seri ma non troppo. Dalle canzoni culto ai video con le più suggestive ambientazioni paesaggistiche, oppure quelli che raccontano storie avvincenti, le feste più cool o quelli che mostrano gli uomini con il trucco.

## Classifiche
Ecco una lista delle classifiche a tema andate in onda.
- Cars
- Angry Girls
- On The Boat
- Michael Jackson
- R.E.M.
- In The Office
- Kylie Minogue
- Gorgeous Males
- Queen
- Love Songs
- Western
- Duets
- Backstreet Boys
- Soundtrack
- Spring
- Most Expensive Videos
- Pop Icons
- Green Day
- Redheads
- R&B Icons
- Vasco Rossi
- Cameo
- Kids
- Laura Pausini
- Rock Icons
- In The 80's
- Christina Aguilera
- At The Piano
- In The 90's
- Soundtrack II
- Power Voices
- Take That
- Cult Songs
- School Years
- Tiziano Ferro
- Stylish Boys
- Special Effects
- Sports
- Madonna
- 90's In Italy
- Divas
- Red Hot Chili Peppers
- Vasco Rossi II
- Male Sex Symbols
- One Hit Wonders
- Avril Lavigne
- Ligabue
- U2
- Elisa
- Boy Band
- In The Air
- Guitar Heroes
- Nature
- Cartoon
- Naughty
- Guest Stars
- US Rock
- Drink
- Environment
- Weekend
- Gay Icons
- Romance
- High School
- Peace & Love
- Coldplay
- Female Voices
- Stories
- Robbie Williams
- Football
- Annie Lennox
- Queen II
- Duets II
- Speed
- Blondes
- Cesare Cremonini
- Bikini
- Bad Boys
- Parties
- Brunettes
- On The Beach
- Gwen Stefani
- Summer 1985
- Summer 1986
- Summer 1987
- Summer 1988
- Summer 1989
- Summer 1990
- Summer 1991
- Summer 1992
- Summer 1993
- Summer 1994
- Summer 1995
- Summer 1996
- Summer 1997
- Summer 1998
- Summer 1999
- Summer 2000
- Summer 2001
- Summer 2002
- Summer 2003
- Summer 2004
- Summer 2005
- Summer 2006
- Summer 2007
- Summer 2008
- All Time Summer
- In The Desert
- German
- Eminem
- Los Angeles
- French
- Fantasy
- Latinos
- Bikers
- Jamiroquai
- On Holiday
- Wake Up
- Japan Style
- Hip Hop Dancer
- East Coast
- Jovanotti
- Feeling Happy
- Hair
- Falsetto
- Infidelity
- Technology
- West Coast
- Beyoncé
- Blondes II
- Black Voices
- Italians
- Oasis
- Best Summer 2008 II
- Best Summer 2008 III
- Autumn
- Crazy Pop
- Crime
- Will Smith
- Body Culture
- Girls In Music
- Crash
- Modern Legends
- Sting & Police
- Coreography
- Cover
- DJ
- Food
- Lenny Kravitz
- At Night
- On The Roof
- Medical
- Samples
- Fashion
- No Hair
- Walking
- Anastacia
- Gothic Pop
- Radio
- Boom
- Reggae
- Guns N' Roses
- Soundtrack III
- Soundtrack IV
- Duo
- Casting
- Staying Alive
- Fake 60's
- Italian Roots
- At The Altar
- Fake 70's
- Hip Hop Glama
- Linkin Park
- Snow
- Spice Girls
- Gemelli Diversi
- On The Dancefloor
- Rock Legends
- Nek
- Biagio Antonacci
- Style Girls
- Black Eyed Peas
- Hot In Music
- On Stage
- Hits On The Moon
- Depeche Mode
- Underwater
- Pink Floyd